# 德川敦之助
德川敦之助（1796年4月26日—1799年6月10日），御三卿清水德川家第2代當主。

## 生平
德川敦之助在江戶城大奧出生，是自第2代將軍德川秀忠以來再次有將軍與御台所生下嫡子，也是德川幕府十五位將軍的子女中極少數由正室所生的孩子，使得祖父一橋治濟和外祖父島津重豪十分喜悅。
後來，因清水德川家處於明屋敷狀態，故在寬政十年（1798年）迎立敦之助入繼清水家，但他卻在次年夭折，享年4歲，清水家再次處於明屋敷狀態直至文化二年（1805年）異母弟齊順入繼為止。
| 德川敦之助                         |                               |                                    |
| 王位覬覦者                         |                               |                                    |
| 空缺上一位持有相同頭銜者：德川重好 | 清水德川家當主 1798年－1799年 | 空缺下一位持有相同頭銜者：德川齊順 |